# تپه کوزران
تپه کوزران مربوط به دوره نوسنگی - است و در شهرستان کرمانشاه، بخش کوزران، روستای کوزران واقع شده و این اثر در تاریخ ۱۱ مرداد ۱۳۸۴ با شمارهٔ ثبت ۱۲۴۸۴ به‌عنوان یکی از آثار ملی ایران به ثبت رسیده است.